# Pierre Kuijpers
Pierre Kuijpers (Thorn, Provincie Limburg, 1945) is een Nederlands muziekpedagoog, dirigent en hoboïst.

## Levensloop
Op negenjarige leeftijd speelde hij hobo in verschillende harmonieorkesten, waaronder de bekende Koninklijke Harmonie van Thorn. Vanaf 1960 begon hij zijn muziekstudie aan het Tilburgs Conservatorium en vervolgde deze vanaf 1962 aan het Conservatorium Maastricht met als hoofdvakken hobo en harmonie- en fanfaredirectie. Gedurende zijn studietijd was hij van 1964 tot 1967 als hoboïst verbonden aan het orkest van de Zuid Nederlandse Opera. Na het behalen van diverse diploma's speelde hij twee jaar als hoboïst in het Limburgs Symfonie Orkest. In 1977 sloot hij een tweejarig studie af aan het Koninklijk Conservatorium in Den Haag bij Rocus van Yperen, voormalig dirigent van de Koninklijke Militaire Kapel, met het examen Master voor orkestdirigent.
Kuijpers dirigeerde in Limburg verschillende bekende harmonieorkesten, waaronder de Koninklijke Philharmonie Bocholtz,het Harmonieorkest "St. Jozef" Kaalheide te Kerkrade en de Harmonie "St. Caecilia"te Blerick, waarmee hij op concoursen en festivals in binnen- en buitenland vele successen behaalde. In 1974 won hij op het Internationaal Dirigenten Concours tijdens het Wereld Muziek Concours te Kerkrade de Gouden dirigeerstok.
Hij is ook regelmatig gastdirigent van bekende Spaanse harmonieorkesten (Banda Santa Ceacilia uit Cullera, Buñol en Lliria alsook van de Banda Sinfonica Municipal de Madrid. Sinds 1983 is hij ook regelmatig gastdirigent van de Westdeutsche Rundfunk (WDR) in Keulen.
Op 1 april 1986 volgde Pierre Kuijpers de luitenant-kolonel Jan van Ossenbruggen op als Chef-dirigent van de Koninklijke Militaire Kapel. Samen met de leden van de kapel bracht hij zijn inzet voor de evoluatie van de Symfonische Blaasmuziek op. Eveneens was hij van 1978 tot 1 april 2008 dirigent van de Philips Harmonie te Eindhoven. Sinds maart 1996 is hij ook dirigent van het Blaasorkest van BAYER in Leverkusen, Duitsland en vanaf 1997 van het Landesjugendblasorchester Nordrhein-Westfalen, een harmonieorkest van de federatie van harmonieorkesten in Nordrhein-Westfalen, Duitsland.
Hij is verder hoofdvakdocent HaFa-directie aan het Maastrichts Conservatorium. Als jurylid is hij een gevraagde man voor nationale en internationale concoursen in binnen- en buitenland.
- Gemeinsame Normdatei: 135067545
- International Standard Name Identifier: 0000 0000 5571 524X
- Library of Congress Control Number: n89643026
- Nationale Bibliotheek van Letland: 000115302
- MusicBrainz: 164c151c-5903-48c0-a5e2-3e475f5df57e
- Virtual International Authority File: 79944688